# Hans Krag
Hans Krag (født 14. december 1904 i Kristiania, død 27. januar 1984 i Lastad ved Søgne) var en norsk forfatter, oversætter og heraldiker. Han var søn af digterne Thomas Peter Krag og Iben Nielsen og bror til litteraturforskeren og slavisten Erik Krag.
Hans Krag arbejdede som forretningsmand i forskellige brancher. Han oprettede sit eget forlag i 1932 og var senere forlagskonsulent for Aschehoug forlag i Oslo, selv om han boede i Drøbak og fra 1952 i Søgne.
Hans Krag oversatte flere bøger, bl.a. af den engelsksprogede kinesiske forfatter Lin Yutang og den engelske forfatter William Makepeace Thackerays bog The Book of Snobs.
Hans Krag er bedst kendt for sine skriftlige arbejder om heraldik og genealogi. Han udgav det centrale værk "Norsk heraldisk mønstring fra Frederik IV's regjeringstid 1699-1730", Drøbak 1942. Han havde da gennem flere år indsamlet våbenskjolde fra norske embedsmænd og bønder, som er gengivet i værket. Våbnene hentede han fra segl i offentlige arkiver, og han udførte selv alle våbentegningerne i en forenklet og heraldisk stil.
Hans Krag var det første norske redaktionsmedlem for det skandinaviske Heraldisk Tidsskrift, som udgaves i København. Han kom ind i redaktionen allerede fra tidsskriftets første hæfte i 1960 og var med helt til sin død. Han skrev flere vigtige artikler i tidsskriftet, bl.a. om Ludvig Holbergs våben, samt om segl, bomærker og tømmermærker. Han udgav også fire trykte blade med egne våbentegninger under titlen "Våben av utvalgte norske segl fra 1650-1700", Drøbak 1950. Hans Krag var også det første norske medlem af L'Académie Internationale d'Héraldique.
Hans slægtshistoriske arbejder er særlig om slægten Angell, hans egen slægt Krag, og skibsreder Fred. Olsens slægt fra Hvitsten.